# دونالد ستيل
دونالد ستيل (17 أغسطس 1892 في أستراليا - 13 يوليو 1962) (بالإنجليزية: Donald Macdonald Steele)‏ هو لاعب كريكت أسترالي. لعب مع فريق جنوب أستراليا للكريكت ‏.

## وصلات خارجية
- دونالد ستيل على موقع إي آس بي آن كريك إنفو (الإنجليزية)